# George Oliver
George Oliver (ur. 13 kwietnia 1841, zm. 27 grudnia 1915) – angielski lekarz i fizjolog. W swojej pracy naukowej, razem z Edwardem Schäferem, odkrył wpływ nadnerczy na obwodowe ciśnienie krwi.

## Życiorys
Urodził się w 1841 w Middleton-in-Teesdale (Wielka Brytania). Jego ojciec był chirurgiem. Medycynę studiował na University College London. Tytuł Bachelor of Medicine (najniższy stopień zawodowy w Anglii) otrzymał w 1865, w 1873 zdał egzamin doktorski, otrzymując złoty medal. W 1887 został członkiem Królewskiego Towarzystwa Lekarskiego w Londynie.

## Badania naukowe
W swojej pracy naukowej był pod wpływem Williama Sharpeya, profesora anatomii i fizjologii z Londynu. 
George Oliver prowadził głównie badania nad układem krążenia, współpracując przede wszystkim z fizjologiem z Edynburga, Edwardem Schäferem. Ich najważniejszym wspólnym odkryciem było stwierdzenie, że wyciągi z nadnercza powodują wzrost ciśnienia krwi. Jednocześnie postawili hipotezę, że jest to spowodowane działaniem wyciągu na mięśniówkę naczyń krwionośnych. Późniejsze badania potwierdziły odkrycia Brytyjczyków, zaś substancją czynną okazała się adrenalina; Oliver i Schäfer nie opisali jednak mechanizmu jej wydzielania ani nie wyizolowali tego związku.
Oliver skonstruował ponadto własne modele hemacytometru, hemoglobinometru, arteriometru i sfigmomanometru, wprowadził także nowy typ papierków do badania moczu.